# 阿瓜斯贝拉斯
阿瓜斯贝拉斯是巴西伯南布哥州的一个市镇。总面积887.56平方公里，总人口38055人，人口密度42.9人/平方公里。